# 大仙 (企業)
株式会社大仙（だいせん、英: DAISEN CO., LTD.）は、愛知県豊橋市に本社を置く、温室や住宅外構・エクステリア、額縁、トップライト（採光建築）などの製造・販売を行う企業である。

## 沿革
- 1892年（明治25年） - 創業者・鈴木仙吉が大工業を始める。鈴木は「大工の仙吉親方」と呼ばれたことから、これを略した「大仙」を後に商号とした。
- 1901年（明治34年） - 試作の温室が完成。以降、本格的に温室の製造を手がけるようになる。
- 1960年（昭和35年） - 「大仙工務店」として現在の会社を設立。
- 1966年（昭和41年） - 現在の「大仙」に社名変更。
- 1971年（昭和46年） - アルミ製額縁の製造を開始。
- 1984年（昭和59年） - 新城市に工場を新設。
- 1991年（平成3年）　- 創業100周年の記念事業を実施。 鈴木伸治社長就任。
- 1995年（平成7年）　- 山田物流センター完成。合弁会社PT.DWF設立。
- 2004年（平成16年） - 鈴木秀典社長就任。鉄骨製作認定工場更新（TFBR-040188）。
- 2010年（平成22年） - 会社設立50周年。豊橋工場 ISO9001取得。
- 2012年（平成24年） - 創業120周年。
- 2014年（平成26年） - 鈴木健嗣社長（現）就任。
- 2019年（令和元年） -  株式会社サラ様（岡山県笠岡市）による国内最大規模となる温室を施工（約18.3ha）。 鉄骨製作工場更新（TFBR-193536）。
- 2021年（令和3年）　- 創業130周年。国土交通大臣許可の更新を受ける。 （特-12）第6011号。
- 2024年（令和6年）　- 愛知を代表する企業100選に選出される。

## 関連会社
- 株式会社エクアプラン
- タクト株式会社

## 硬式野球部

### 概要
新城工場のある新城市を本拠地とし、日本野球連盟に所属していた。練習は工場に程近い新城総合公園野球場を使用。
1998年6月、同年シーズン限りで休部することが発表された。

### 出身プロ野球選手
- 小川宗直（投手） - 1986年ドラフト3位で西武ライオンズに入団
- 岡本吉守（投手） - 1990年ドラフト外で福岡ダイエーホークスに入団
- 有銘兼久（投手） - 休部に伴い九州三菱自動車へ移籍し、2001年ドラフト3位で大阪近鉄バファローズに入団